# Шилоглоточная мышца
Шилогло́точная мы́шца (лат. musculus stylopharyngeus) — мышца поднижнечелюстной области.

## Анатомия
Шилоглоточная мышца — длинная, узкая мышца, цилиндрическая сверху и сглаженная внизу, леватор (подниматель) глотки. Кроме шилоглоточной, мышцей-леватором является трубно-глоточная мышца. Шилоглоточная мышца — поперечно-полосатая. Движения в ней произвольны, то есть управляются сознанием.
Шилоглоточная мышца начинается на шиловидном отростке височной кости, проходит вниз и вперёд, проникая между верхним и средним констрикторами и заканчивается на заднебоковой стенке глотки. Ряд пучков этой мышцы доходят до верхнего края щитовидного хряща, а также надгортанника.

## Функция
Главная функция шилоглоточной мышцы заключается в поднятии глотки и гортани. При поступлении болюса (пищевого комка или жидкости) в глотку, мышцы-леваторы поднимают глотку кверху, а констрикторы глотки сокращаются последовательно от верхнего к нижнему, в результате чего болюс проталкивается по направлению к пищеводу.

## Иннервация
Является единственной мышцей, которую иннервирует языкоглоточный нерв.

## Источник
Сапин М. Р. Анатомия человека. В двух томах. Том 1.